# Europa van Vrijheid en Democratie
Europa van Vrijheid en Democratie (EVD) (Engels: Europe of Freedom and Democracy (EFD); Frans: Groupe Europe libertés démocratie) was een fractie in het Europees Parlement die gevormd werd na de verkiezingen voor het Europees Parlement in 2009.
De fractie was een voortzetting van de fractie Onafhankelijkheid en Democratie Groep (IND/DEM). De grondslag van de fractie was euroscepticisme.

## Formatie van de fractie
Na de verkiezingen voor het Europees Parlement in 2009 was er sprake van een breuk binnen de fracties van de Unie voor een Europa van Nationale Staten (UEN) en van de IND/DEM. De United Kingdom Independence Party (UKIP) deed het wel goed bij de IND/DEM, maar de overige partijen niet. UEN had ook zetels verloren en zou zelfs te weinig zetels hebben om een fractie te mogen vormen. Besloten werd een nieuwe groep te vormen voor het begin van de opening van het zevende Europees Parlement op 14 juli 2009.
Op 1 juli 2009 werd tijdens een persconferentie de fractie gelanceerd. De naam van de fractie luidde Europa van Vrijheid en Democratie.
FPÖ-leider Andreas Mölzer verklaarde dat zijn partij in onderhandeling was over toetreding tot de fractie, maar beide partijen waren terughoudend tegenover elkaar. Uiteindelijk kwamen zij er niet uit.

## Leden
| Land                | Nationale partij                  | Zetels |
| Land                | Nationale partij                  | 2009   |
| ------------------- | --------------------------------- | ------ |
| Denemarken          | Dansk Folkeparti                  | 2      |
| Finland             | Finnenpartij                      | 1      |
| Frankrijk           | Mouvement Pour la France          | 1      |
| Griekenland         | Laikos Orthodoxos Synagermos      | 2      |
| Italië              | Lega Nord                         | 9      |
| Litouwen            | Tvarka ir teisingumas             | 2      |
| Nederland           | Staatkundig Gereformeerde Partij  | 1      |
| Slowakije           | Slowaakse Nationale Partij        | 1      |
| Verenigd Koninkrijk | United Kingdom Independence Party | 13     |
| totaal              | totaal                            | 32     |

## Leiderschap
- Co-President: Nigel Farage (2009–2014)
- Co-President: Francesco Speroni (2009–2014)

## Opheffing
Na de verkiezingen voor het Europees Parlement in 2014 viel de fractie uiteen. De fractieleden uit België (Vanhecke), Frankrijk, Griekenland, Italië (Io Amo L'Italia), Polen en Slowakije werden niet herkozen, terwijl de leden uit Italië (Lega Nord) en Nederland (SGP) verklaarden niet langer deel te zullen uitmaken van de EVD-fractie. Alleen de vertegenwoordigers uit Litouwen (Tvarka ir teisingumas) en het Verenigd Koninkrijk (United Kingdom Independence Party) bleven over. Initiatieven om een nieuwe fractie te vormen hadden resultaat. Deze fractie kreeg op 24 juni 2014 de naam Europa van Vrijheid en Directe Democratie.